# 523 Ada
Az 523 Ada egy a Naprendszer kisbolygói közül, amit Raymond Smith Dugan fedezett fel 1904. január 27-én.